# مارتوفکا
مارتوفکا (به لاتین: Martovka) یک منطقهٔ مسکونی در روسیه است که در سرزمین آلتای واقع شده‌است.